# Harpolithobius erraticus
Harpolithobius erraticus är en mångfotingart som beskrevs av Chamberlin 1952. Harpolithobius erraticus ingår i släktet Harpolithobius och familjen stenkrypare.
Artens utbredningsområde är Turkiet. Inga underarter finns listade i Catalogue of Life.